# Isoetes itaboensis
Isoetes itaboensis är en kärlväxtart som beskrevs av Hans Peter Fuchs. Isoetes itaboensis ingår i släktet braxengräs, och familjen Isoetaceae. Inga underarter finns listade i Catalogue of Life.